# برين (لويزيانا)
برين (بالإنجليزية: Prien CDP, Louisiana)‏ هي منطقة سكنية تقع بولاية لويزيانا في الولايات المتحدة. تبلغ مساحتها 15.48 كم2، وترتفع عن سطح البحر 3.9624 م، بلغ عدد سكانها 7,810 نسمة في عام 2010 حسب إحصاء مكتب تعداد الولايات المتحدة وتصل الكثافة السكانية فيها 504.5 نسمة لكل كيلومتر مربع (1,306.6/ميل2).

## التركيبة السكانية
حدّد مكتب تعداد الولايات المتحدة بيانات التركيبة السكانية لبرين في تعداد الولايات المتحدة. في ما يلي، التركيبة السكانية حسب تعدادي 2000 و2010.

### تعداد عام 2000
بلغ عدد سكان برين 7,215 نسمة بحسب تعداد عام 2000، وبلغ عدد الأسر 2,582 أسرة وعدد العائلات 2,051 عائلة مقيمة في المنطقة السكنية. في حين سجلت الكثافة السكانية 466.1 نسمة لكل كيلومتر مربع (1,207.2/ميل2). وبلغ عدد الوحدات السكنية 2,712 وحدة بمتوسط كثافة قدره 175.2 لكل كيلومتر مربع (453.8/ميل2).
وتوزع التركيب العرقي للمنطقة السكنية بنسبة 90.77% من البيض و6.26% من الأمريكيين الأفارقة و0.28% من الأمريكيين الأصليين و0.85% من الأمريكيين ذوي الأصول الآسيوية و0.01% من سكان جزر المحيط الهادئ و0.65% من الأعراق الأخرى و1.18% من عرقين مختلطين أو أكثر و1.80% من الهسبانيون أو اللاتينيون من أي عرق.
بلغ عدد الأسر 2,582 أسرة كانت نسبة 46% منها لديها أطفال تحت سن الثامنة عشر تعيش معهم، وبلغت نسبة الأزواج القاطنين مع بعضهم البعض 65.3% من أصل المجموع الكلي للأسر، ونسبة 10.3% من الأسر كان لديها معيلات من الإناث دون وجود شريك، بينما كانت نسبة 3.8% من الأسر لديها معيلون من الذكور دون وجود شريكة وكانت نسبة 20.6% من غير العائلات. تألفت نسبة 16.9% من أصل جميع الأسر من عدة أفراد يعيشون في نفس المنزل ونسبة 5.4% كانت تتألف من شخص يعيش بمفرده يبلغ من العمر 65 عاماً أو أكثر. وبلغ متوسط حجم الأسرة المعيشية 2.79، أما متوسط حجم العائلات فبلغ 3.15.
بلغ العمر الوسطي للسكان 34.7 عاماً. وكانت نسبة 30% من القاطنين تحت سن الثامنة عشر، وكانت نسبة 7.9% بين الثامنة عشر والرابعة والعشرين عاماً، ونسبة 31.2% كانت واقعةً في الفئة العمرية ما بين الخامسة والعشرين والرابعة والأربعين عاماً، ونسبة 22.4% كانت ما بين الخامسة والأربعين والرابعة والستين، ونسبة 8.5% كانت ضمن فئة الخامسة والستين عاماً فما فوق. يوجد لكل 100 أنثى 95.6 ذكر، ويوجد لكل 100 أنثى في الثامنة عشر من عمرها فما فوق 93.2 ذكر.
بلغ متوسط دخل الأسرة في المنطقة السكنية 53,780 دولارًا، أما متوسط دخل العائلة فبلغ 61,295 دولارًا. وكان متوسط دخل الذكور 50,201 دولارًا مقابل 24,515 دولارًا للإناث. وسجل دخل الفرد الخاص بالمنطقة السكنية 26,537 دولارًا. وكانت نسبة 6.7% من العائلات ونسبة 7.7% من السكان تحت خط الفقر، وكان من هؤلاء نسبة 9.6% تحت سن الثامنة عشر ونسبة 12.7% في الخامسة والستين من العمر وما فوق.

### تعداد عام 2010
بلغ عدد سكان برين 7,810 نسمة بحسب تعداد عام 2010، وبلغ عدد الأسر 2,894 أسرة وعدد العائلات 2,210 عائلة مقيمة في المنطقة السكنية. في حين سجلت الكثافة السكانية 504.5 نسمة لكل كيلومتر مربع (1,306.6/ميل2). وبلغ عدد الوحدات السكنية 3,036 وحدة بمتوسط كثافة قدره 196.1 لكل كيلومتر مربع (507.9/ميل2).
وتوزع التركيب العرقي للمنطقة السكنية بنسبة 85.35% من البيض و7.44% من الأمريكيين الأفارقة و0.41% من الأمريكيين الأصليين و3.34% من الأمريكيين ذوي الأصول الآسيوية و0.13% من سكان جزر المحيط الهادئ و0.90% من الأعراق الأخرى و2.43% من عرقين مختلطين أو أكثر و2.16% من الهسبانيون أو اللاتينيون من أي عرق.
بلغ عدد الأسر 2,894 أسرة كانت نسبة 38.4% منها لديها أطفال تحت سن الثامنة عشر تعيش معهم، وبلغت نسبة الأزواج القاطنين مع بعضهم البعض 59.2% من أصل المجموع الكلي للأسر، ونسبة 11.9% من الأسر كان لديها معيلات من الإناث دون وجود شريك، بينما كانت نسبة 5.3% من الأسر لديها معيلون من الذكور دون وجود شريكة وكانت نسبة 23.6% من غير العائلات. تألفت نسبة 19.5% من أصل جميع الأسر من عدة أفراد يعيشون في نفس المنزل ونسبة 6.9% كانت تتألف من شخص يعيش بمفرده يبلغ من العمر 65 عاماً أو أكثر. وبلغ متوسط حجم الأسرة المعيشية 2.70، أما متوسط حجم العائلات فبلغ 3.09.
بلغ العمر الوسطي للسكان 37.1 عاماً. وكانت نسبة 26% من القاطنين تحت سن الثامنة عشر، وكانت نسبة 9.2% بين الثامنة عشر والرابعة والعشرين عاماً، ونسبة 25.7% كانت واقعةً في الفئة العمرية ما بين الخامسة والعشرين والرابعة والأربعين عاماً، ونسبة 27.9% كانت ما بين الخامسة والأربعين والرابعة والستين، ونسبة 11.2% كانت ضمن فئة الخامسة والستين عاماً فما فوق. وتوزع التركيب الجنسي للسكان بنسبة 49.5% ذكور و50.5% إناث.